# Popiersie René Goscinnego w Warszawie
Popiersie René Goscinnego w Warszawie – pomnik znajdujący się na przed budynkiem Liceum Francuskiego przy ul. Walecznych 4/6 na Saskiej Kępie.

## Opis
Popiersie René Goscinnego odsłonięte zostało we wrześniu 2013 roku w obecności Anne Goscinny, córki pisarza. Odlana w brązie rzeźba jest pierwszym pomnikiem René Goscinnego na świecie. Autorem popiersia jest Jacek Kowalski